# Domenico Berardi
Domenico Berardi (ur. 1 sierpnia 1994 w Cariati) – włoski piłkarz, występujący na pozycji napastnika we włoskim klubie Sassuolo, z którym jest związany przez prawie całą karierę oraz w reprezentacji Włoch. Zwycięzca Mistrzostw Europy 2020.

## Kariera klubowa
W wieku 13 lat dołączył do akademii klubu Cosenza Calcio, a trzy lata później przeniósł się do Sassuolo. 27 sierpnia 2012 zadebiutował w barwach Sassuolo, a pięć dni później strzelił swojego pierwszego gola w profesjonalnej karierze. W sezonie 2012/2013 awansował z drużyną do Serie A.
2 września 2013 został zawodnikiem Juventusu. W ramach transakcji Juventus zapłacił 4,5 miliona euro i Luca Marrone. Berardi został od razu wypożyczony do swojego poprzedniego klubu na cały sezon.
12 stycznia 2014 zdobył cztery bramki w wygranym meczu 4:3 z A.C. Milan i stał się  drugim najmłodszym piłkarzem który trafił 4 gole w jednym meczu Serie A. Lepszy od niego jest tylko legendarny Silvio Piola, najskuteczniejszy napastnik w dziejach Serie A, który zaliczył cztery trafienia 22 listopada 1931 w meczu Aleksandrii z Pro Vercelli mając wówczas 18 lat i 2 miesiące. Berardi zakończył sezon z dorobkiem 16 bramek w lidze.

## Statystyki

### Klubowe
Stan na 9 maja 2025
| Klub                    | Sezon                | Liga                 | Liga  | Liga   | Puchar | Puchar | Europa | Europa | Łącznie | Łącznie |
| Klub                    | Sezon                | Liga                 | Mecze | Bramki | Mecze  | Bramki | Mecze  | Bramki | Mecze   | Bramki  |
| ----------------------- | -------------------- | -------------------- | ----- | ------ | ------ | ------ | ------ | ------ | ------- | ------- |
| Sassuolo                | 2012/13              | Serie B              | 37    | 11     | 2      | 0      | 0      | 0      | 39      | 11      |
| Juventus                | 2013/14              | Serie A              | 0     | 0      | 0      | 0      | 0      | 0      | 0       | 0       |
| Juventus                | 2014/15              | Serie A              | 0     | 0      | 0      | 0      | 0      | 0      | 0       | 0       |
| Juventus                | Łącznie              | Łącznie              | 0     | 0      | 0      | 0      | 0      | 0      | 0       | 0       |
| Sassuolo (wypożyczenie) | 2013/14              | Serie A              | 29    | 16     | 1      | 0      | 0      | 0      | 30      | 16      |
| Sassuolo (wypożyczenie) | 2014/15              | Serie A              | 32    | 15     | 2      | 0      | 0      | 0      | 34      | 15      |
| Sassuolo (wypożyczenie) | Łącznie              | Łącznie              | 61    | 31     | 3      | 0      | 0      | 0      | 64      | 31      |
| Sassuolo                | 2015/16              | Serie A              | 29    | 7      | 2      | 0      | 0      | 0      | 31      | 7       |
| Sassuolo                | 2016/17              | Serie A              | 21    | 5      | 0      | 0      | 4      | 5      | 25      | 10      |
| Sassuolo                | 2017/18              | Serie A              | 31    | 4      | 2      | 1      | 0      | 0      | 33      | 5       |
| Sassuolo                | 2018/19              | Serie A              | 35    | 8      | 2      | 2      | 0      | 0      | 37      | 10      |
| Sassuolo                | 2019/20              | Serie A              | 31    | 14     | 1      | 0      | 0      | 0      | 32      | 14      |
| Sassuolo                | 2020/21              | Serie A              | 30    | 17     | 0      | 0      | 0      | 0      | 30      | 17      |
| Sassuolo                | 2021/22              | Serie A              | 33    | 15     | 1      | 0      | 0      | 0      | 34      | 15      |
| Sassuolo                | 2022/23              | Serie A              | 26    | 12     | 1      | 1      | 0      | 0      | 27      | 13      |
| Sassuolo                | 2023/24              | Serie A              | 17    | 9      | 1      | 0      | 0      | 0      | 18      | 9       |
| Sassuolo                | 2024/25              | Serie B              | 29    | 6      | 0      | 0      | 0      | 0      | 29      | 6       |
| Sassuolo                | Łącznie              | Łącznie              | 282   | 97     | 10     | 4      | 4      | 5      | 296     | 106     |
| Podsumowanie kariery    | Podsumowanie kariery | Podsumowanie kariery | 380   | 139    | 15     | 4      | 4      | 5      | 399     | 148     |

### Reprezentacyjne
Stan na 16 października 2024
| Reprezentacja | Rok   | Mecze | Bramki |
| ------------- | ----- | ----- | ------ |
| Włochy        | 2021  | 5     | 0      |
| Włochy        | 2019  | 0     | 0      |
| Włochy        | 2020  | 4     | 3      |
| Włochy        | 2021  | 14    | 3      |
| Włochy        | 2022  | 1     | 0      |
| Włochy        | 2023  | 4     | 2      |
| Razem         | Razem | 28    | 8      |

Lista bramek strzelonych w reprezentacji Włoch przez Domenico Berardiego
| Nr | Data                 | Miejsce Spotkania                                | Przeciwnik           | Wynik | Rezultat | Rozgrywki                         |
| -- | -------------------- | ------------------------------------------------ | -------------------- | ----- | -------- | --------------------------------- |
| 1  | 7 Października 2020  | Stadio Artemio Franchi, Florencja, Włochy        | Mołdawia             | 6–0   | 6–0      | Mecz towarzyski                   |
| 2  | 15 Listopada 2020    | Mapei Stadium, Reggio Emilia, Włochy             | Polska               | 2–0   | 2–0      | Liga Narodów UEFA 2020/21         |
| 3  | 18 Listopada 2020    | Stadion Grbavica, Sarajewo, Bośnia i Hercegowina | Bośnia i Hercegowina | 2–0   | 2–0      | Liga Narodów UEFA 2020/21         |
| 4  | 25 Marca 2021        | Stadio Ennio Tardini, Parma, Włochy              | Irlandia Północna    | 1–0   | 2–0      | Eliminacje mistrzostw świata 2022 |
| 5  | 4 Czerwca 2021       | Stadio Renato Dall'Ara, Bolonia, Włochy          | Czechy               | 4–0   | 4–0      | Mecz towarzyski                   |
| 6  | 10 Października 2021 | Juventus Stadium, Turyn, Włochy                  | Belgia               | 2–0   | 2–1      | Liga Narodów UEFA 2020/21         |
| 7  | 14 października 2023 | Stadio San Nicola, Bari, Włochy                  | Malta                | 2–0   | 4–0      | Eliminacje UEFA Euro 2024         |
| 8  | 14 października 2023 | Stadio San Nicola, Bari, Włochy                  | Malta                | 3–0   | 4–0      | Eliminacje UEFA Euro 2024         |

## Sukcesy

### Klubowe

#### Sassuolo
- Serie B: 2012/13

### Reprezentacyjne

#### Włochy
- Mistrzostwa Europy: 2020[7]
- Trzecie miejsce Ligi Narodów UEFA: 2020/21[8]